# Căn cứ Hải quân Khương Các Trang
Căn cứ Hải quân Khương Các Trang (tiếng Trung: 姜各庄海军基地) còn gọi là Căn cứ tàu ngầm số 1 Hải quân Quân Giải phóng Nhân dân Trung Quốc (tiếng Trung: 中国人民解放军海军潜艇第一基地) là căn cứ hải quân của Hạm đội Bắc Hải thuộc Hải quân Quân Giải phóng Nhân dân Trung Quốc cách thành phố Thanh Đảo, tỉnh Sơn Đông, Trung Quốc khoảng 24 km về phía đông trên biển Hoàng Hải.
Căn cứ này nằm trong một cái vịnh rộng 1,9 km, với các cơ sở chính nằm ở phần phía đông của vịnh. Hình ảnh vệ tinh nguồn mở cho thấy căn cứ này là một bến cảng khép kín với đê chắn sóng và một lối vào duy nhất; có sáu cầu tàu, một ụ khô, nhiều cơ sở dịch vụ khác nhau và một đường hầm ngầm dưới lòng đất.
Căn cứ này có tàu ngầm tên lửa đạn đạo Type 092 và tàu ngầm tấn công hạt nhân Type 091.